# Azərbaycan Reqbi Federasiyası
Azerska Federacja Rugby – ogólnokrajowy związek sportowy, działający na terenie Azerbejdżanu, posiadający osobowość prawną, będący jedynym prawnym reprezentantem azerskiego rugby 15-osobowego i 7-osobowego, zarówno wśród mężczyzn, jak i kobiet we wszystkich kategoriach wiekowych w kraju i za granicą.
Odpowiedzialny jest za prowadzenie azerskich drużyn narodowych, a także za szkolenie zawodników oraz organizowanie krajowych rozgrywek ligowych i pucharowych. Zrzesza około 220 zawodników.
Pierwsze mecze rugby na terenie obecnego Azerbejdżanu zostały rozegrane w latach trzydziestych XX wieku, jednak wybuch wojny pokrzyżował plany rozwoju tej dyscypliny. Ożywienie nastąpiło w latach siedemdziesiątych, kiedy to miejscowe kluby uczestniczyły w turniejach z innymi drużynami z ZSRR, jednakże rozwój nastąpił dopiero po odzyskaniu niepodległości. Pod koniec lat dziewięćdziesiątych powstał pierwszy klub, który rozgrywał mecze z drużynami z sąsiednich krajów. Federacja powstała w 2004 roku, w tym samym roku została członkiem stowarzyszonym IRB, a w następnym również członkiem Rugby Europe.